# Блощиця постільна
Блощиця постільна, клоп постільний (Cimex lectularius) — кровопивча комаха ряду клопів. 
Основними господарями є люди, і це один із головних "шкідників-паразитів" у світі. Хоча клопи можуть бути заражені щонайменше 28 людськими патогенами, жодне дослідження не виявило, що комахи здатні передавати будь-який з них людям. Їх знаходили з метицилін-резистентним золотистим стафілококом (MRSA) та з ванкоміцин-резистентним ентерококом Enterococcus faecium (VRE), але значення цього все ще невідоме.
Дослідження щодо потенційної передачі ВІЛ, MRSA, гепатит B, гепатит C та гепатит E не показали, що клопи можуть поширювати ці захворювання. Однак є деякі докази того, що можуть передаватися арбовіруси.
Укуси клопів або цимікоз можуть призвести до різних шкірних проявів від відсутності видимих ефектів до помітних пухирів. Наслідки включають висипи на шкірі, психологічні ефекти та алергічні симптоми.

## Опис
Має сильно сплющене тіло завдовжки від 3 до 8,4 мм залежно від насичення кров'ю. Самці менші за самок. Забарвлення — від брудно-жовтого до темно-коричневого. З переднього краю голови відходить хоботок, пристосований для проколу тканин і смоктання крові.
Завдяки геометрії і гнучкості сегментованого тіла голодний клоп слабо вразливий для механічних способів боротьби з ним. Ситий клоп стає менш рухливим, його тіло набуває більш округлої форми і відповідного крові забарвлення (за кольором якого — від червоного до чорного — можна приблизно визначити, коли дана особина востаннє харчувалася).

## Життєвий цикл
Якщо регулярно харчується, самка постільного клопа може відкладати від двох до трьох яєць на день протягом усього дорослого життя, яке може тривати кілька місяців, що дозволяє одній самці виробляти сотні потомства за оптимальних умов. Крихітні (<1 мм) жовтувато-білі яйця мають форму вази і відкладаються у схованках, де комахи відпочивають між кров'яними трапезами і проводять практично весь свій час: хоча вони є паразитами, вони не живуть на своїх господарях і контактують з ними лише короткочасно для кров'яних трапез. Яйця зазвичай вилуплюються протягом 10 днів при кімнатній температурі, але стають нежиттєздатними нижче 14 °C (57 °F). Cimex lectularius проходить через п'ять незрілих стадій життя, кожна з яких потребує кров'яної трапези для розвитку і переходу до наступної стадії. Життєвий цикл відбувається швидше при теплішій температурі і повільніше при нижчій. Після вилуплення з яйця, личинкова форма повинна приймати одну кров'яну трапезу на тиждень, коли вона завершує кожне з п'яти-шести линянь. Після завершення останнього линяння вона досягає дорослої стадії і може розмножуватися. Трапези тривають кілька хвилин і відбуваються лише за правильних умов: темряви, тепла та вуглекислого газу. C. lectularius зазвичай харчується на господарях, коли вони сплять, вони схильні харчуватися виключно людьми і є облігатними кровососами. Щойно вилуплені німфи повинні спожити кров'яну трапезу протягом двох-трьох днів, інакше помруть від голоду, тоді як доросла особина може прожити до шести місяців між годуваннями.

## Боротьба

### Сучасні методи боротьби
Повне знищення клопів та їхніх яєць досягається повним прогріванням усього зараженого клопами приміщення сухим жаром до температури вище 48 ˚С протягом 2 годин — 2 годин 40 хвилин.
Серед інсектицидів найбільш ефективні піретроїди (циперметрин, альфациперметрин, дельтаметрин, лямбда-цигалотрин). Проте піретроїди нестабільні на повітрі та під впливом сонячного світла. Також може спостерігатися розвиток нечутливості до піретроїдів серед постільних клопів. Тому рекомендується чергувати обробку з іншими інсектицидами або навіть використовувати їх спільно в робочій емульсії. Наприклад, овіцидну дію мають фосфорорганічні сполуки, які часто присутні в інсектицидних препаратах. Також у препаратах проти клопів можуть міститися неонікотиноїди, похідні карбамінової кислоти, фенілпіразоли та борна кислота.
Ефективним і дієвим варіантом обробки зараженого одягу, постільної білизни, іграшок, взуття, рюкзаків тощо є сушарка для одягу, встановлена на рівні середньої та високої температури протягом від 10 до 20 хвилин.
З природних засобів захисту-відлякування можна використовувати квітки, листя та стебла пижма звичайного або відвар з листя багна звичайного.

### Резистентність
Деякі популяції розвинули стійкість до інсектицидів. Сонг та інші, 2010 виявили стійкість до дельтаметрину, що забезпечується алеллю – L925I – потенціал-залежного натрієвого каналу. Сонг та інші також виявили залежність доза-ефекту стійкості від числа копій L925I.

### Хижаки
Природними ворогами постільних клопів є редувій ряджений, таргани, мурахи, кліщі, багатоніжки, павуки (особливо Thanatus flavidus). Отрута фараонової мурахи смертельна для паразитів. Однак біологічні методи боротьби в даному випадку є не найбільш бажаними.